# Oblężenie twierdzy Betar
Oblężenie twierdzy Betar – oblężenie, które miało miejsce w latach 132–135 n.e. 
Zdobycie twierdzy Betar miało miejsce w roku 135 n.e. w trakcie powstania Bar-Kochby. W wyniku strat w ludziach poniesionych przez Hadriana, cesarz zdecydował się ściągnąć do Judei swoich najlepszych dowódców m.in. namiestnika Brytanii Sekstusa Juliusza Sewerusa. Sewerus unikał otwartej walki z licznymi grupami powstańców, tworząc wiele niewielkich oddziałów używanych do likwidowania poszczególnych grup rebeliantów. W końcowej fazie wojny obszar powstania zredukowany został do górzystych okolic Judei, gdzie znajdowały się liczne podziemne kryjówki powstańców. Rzymianie oblegali podziemne twierdze, które służyły jako bazy operacyjne rebeliantów. Podczas takich akcji, wielu obrońców ginęło z głodu w podziemnych grotach. Jedną z ostatnich obleganych twierdz żydowskich, stała się twierdza Betar, w której schronił się przywódca powstania Szymon Bar-Kochba. Twierdza, która broniła się najdłużej, oblegana była już od 3 i pół roku. Miała ona położenie strategiczne, a znajdujące się w jej pobliżu źródło przyczyniło się do rozwoju osadnictwa w terenie. Twierdza opleciona mocnymi murami położona była na wysokim wzgórzu (656 m n.p.m.) i otoczona była głębokimi parowami oraz głęboką fosą. Wewnątrz niej znajdował się jeden wysoki budynek, który był siedzibą Szymona Bar-Kochby, a także 500 tzw. domów nauki, gdzie znajdowali się uczniowie Szymona. 
Wokół Betar Rzymianie zbudowali własne obozy w których stacjonowały setki ludzi. Oblężenie Betar przeciągało się miesiącami, a klęskę obrońców spowodowały ostatecznie panujące w twierdzy głód i pragnienie.  Głowę Bar-Kochby z miejsca zaniesiono Hadrianowi. Upadek Betar i śmierć Szymona zadecydowały o upadku powstania. W jego wyniku śmierć poniosło 580 000 Żydów (Kasjusz Dion), a niemalże cała Judea poważnie się wyludniła.
- Monety z wizerunkiem Hadriana